# Rio Pibor
O rio Pibor é um curso de água que se estende ao longo da fronteira ocidental da Etiópia estabelecendo parte da fronteira deste país com o Sudão do Sul, nascendo em Pibor Post, a sudeste deste último. É sub-afluente do rio Nilo, chegando a este rio depois de receber as águas do rio Baro, do rio Sobat e do Nilo Branco. Só depois de percorrer cerca de 320 km (200 milhas) é que se encontra com o rio Baro.
O Pibor e seus afluentes drenam uma bacia com 10.000 km² (3900 sq mi) de tamanho. Este rio tem uma média anual de águas à foz que ronda os 98 m³ / s (3.460 ft ³ / s).

## Curso
O Rio Pibor é formado pelas águas de vários afluentes, que se unem em Pibor Post, lugar estratégico e foi um posto avançado da era colonial e onde em 1912 foi construído um forte a que foi dado o nome de Forte Bruce.
No seu curso para o norte recebe as águas do rio Akobo perto Akobo, do Rio Gilo, do rio Bela, do rio Baro, dando juntos origem ao rio Sobat.

## História Natural
Entre os vários rios que drenam as montanhas da Etiópia, como é o caso, além do rio Pibor, do rio Baro, do rio Gilo, e do rio Akobo, o rio Baro é de longe o maior, contribuindo com 83% do total de água que flui para o rio Sobat. Durante a estação chuvosa, entre junho e outubro, o rio Baro só contribui com cerca de 10% da água do Nilo em Assuão, Egito. Em contrapartida, estes rios têm baixa capacidade de escoamento durante a estação seca.

## História
A fronteira entre o Sudão e a Etiópia foi definida para a região próxima ao rio Pibor em 1899 pelo então Major HH Austin e o Major Charles W. Gwynn da British Royal Engineers. Eles não tinham no entanto um conhecimento profundo da terra, dos seus habitantes, ou mesmo das línguas faladas nas áreas a estabelecer a fronteira, facto que levou ao estabelecer de uma fronteira artificial sem representação das etnias e dos usos e costumes das populações locais ao invés de definir uma linha baseada em grupos étnicos e territórios tradicionais, essencialmente ao longo da escarpa que separa as Terras Altas da Etiópia e as planícies da Savana do Sudão. Foi apenas proposta uma linha traçada no meio do rio Akobo e partes do rio Pibor e rio Baro.
Este limite de fronteira foi consumado no Tratado Anglo-Etíope de 1902, resultando assim na criação de uma área na Etiópia, região de Gambela. É de referir que esta área está mais ligada etnicamente ao Sudão do que a Etiópia, facto que se confirma nos recursos naturais como na maneira de pensar das populações locais. Os territórios do rio Baro que se intrometem num ou noutro país tem sido utilizado como um santuário dos insurgentes sudaneses durante as longas guerras civis do Sudão.
É difícil para o Sudão exercer a sua autoridade sobre uma região que faz parte da Etiópia, e a Etiópia por sua vez tem relutância em se envolver na política dos conflitos internos do Sudão.